# Лаїс
Артур Антунес де Мораес-е-Кастро (порт. Arthur Antunes de Morães e Castro, 11 листопада 1899, Ріо-де-Жанейро — 20 грудня 1963, Маринга, Парана), більш відомий як Лаїс (порт. Laís) — бразильський футболіст, який виступав на позиції півзахисника, і футбольний тренер.

## Клубна кар'єра
Лаїс почав грати у футбол в 16 років в клубі «Флуміненсе» з Ріо-де-Жанейро і провів в його складі всю кар'єру, до 1924 року. Тричі, в 1917, 1918 і 1919 році він ставав чемпіоном штату Ріо-де-Жанейро.

## Міжнародна кар'єра
Лаїс вперше був викликаний в збірну Бразилії в 1919 році для участі в Кубку Америки 1919 року. На тому турнірі Бразилія стала чемпіоном, а Лаїс жодного разу не вийшов на поле. Дебютував у збірній 1 червня 1919 року в товариському матчі з Аргентиною.
На Кубку Америки 1921 року Лаїс брав участь як граючий тренер (спільно з Феррейра Віана Нето) та став срібним призером турніру. Як гравець він взяв участь у трьох матчах — проти Аргентини, Парагваю і Уругваю.
В наступному Кубку Америки Лаїс знову взяв участь як гравець і тренер збірної і привів її до другої в історії перемоги на турнірі. Він виходив на поле у всіх п'яти матчах команди — проти Чилі, Парагваю, Уругваю, Аргентини і у вирішальному фінальному матчі з Парагваєм.
У 1928—1929 роках Лаїс знову очолював збірну Бразилії.

## Досягнення
- Чемпіон штату Ріо-де-Жанейро: 1917, 1918, 1919, 1924
- Чемпіон Південної Америки: 1919, 1922[1]
- Срібний призер Чемпіонату Південної Америки: 1921